# سندی لرنر
سندی لرنر (انگلیسی: Sandy Lerner)، (زادهٔ: ۱۹۵۵ در کالیفرنیا) یک تاجر، خًیّر و مهندس علوم کامپیوتر آمریکایی است. او شرکت سیسکو سیستم را تأسیس کرد و از پول حاصل از فروش آن برای امور رفاه حیوانات و نویسندگی زنان استفاده کرد.